# Макрида
Макрида је у грчкој митологији била нимфа.

## Етимологија
Њено име има значење „висока“ или „удаљена“ уколико је изведено од грчке речи makros или „благословена“, ако је изведено од makaria.

## Митологија
Била је тзв. медна нимфа, кћерка Аристаја, према Аполонију са Рода и Диододору. Као њена мајка се наводи Аутоноја. Њено задужење, које јој је поверио Зевс, односно Хермес, било је да негује малог Диониса. Касније ју је са родне Еубеје одвела, тј. протерала Хера и она се скрасила на Коркири, где су обитавали Фајакијани. Зато је поистовећивана са њиховом нимфом Мелитом. Такође и са Мистидом, која је исто била дадиља Дионису. Коначно, њено друго име је било и Ниса, а често је и мултиплицирана као нимфе нисаиде. На Коркири ју је подмладила Медеја, као и њене сестре, када их је срела, а како би заузварт добила корнукопију. Заправо, у светој пећини на том острву које је иначе названо по овој нимфи, Јасон је оженио Медеју.

## Тумачење
Роберт Гревс је навео да је Макрида појила Диониса медом, што заједно са наводима да су менаде користиле јелине гране обавијене бршљаном као тирз, указује да се користило, додуше токсично пиће, пиво од смреке. Оно је у себи садржавало и бршљан, као и медовину. Медовина је била прављена од преврелог меда и описана је као „нектар“, односно пиће богова, још у Хомерово време.